# Argyrodes incisifrons
Argyrodes incisifrons är en spindelart som beskrevs av Eugen von Keyserling 1890. Argyrodes incisifrons ingår i släktet Argyrodes och familjen klotspindlar.
Artens utbredningsområde är Queensland. Inga underarter finns listade i Catalogue of Life.